# تتیانا دوروخوا
تتیانا دوروخوا (اوکراینی: Тетяна Миколаївна Дорохова؛ زادهٔ ۳ ژوئن ۱۹۸۵) ورزشکار تیراندازی با کمان اهل اوکراین است. وی همچنین از کمانداران بازی‌های المپیک تابستانی ۲۰۱۲ بوده‌است.